# St. Nikolai (Strausberg)
St. Nikolai war eine Kirche in Strausberg im Mittelalter.

## Lage

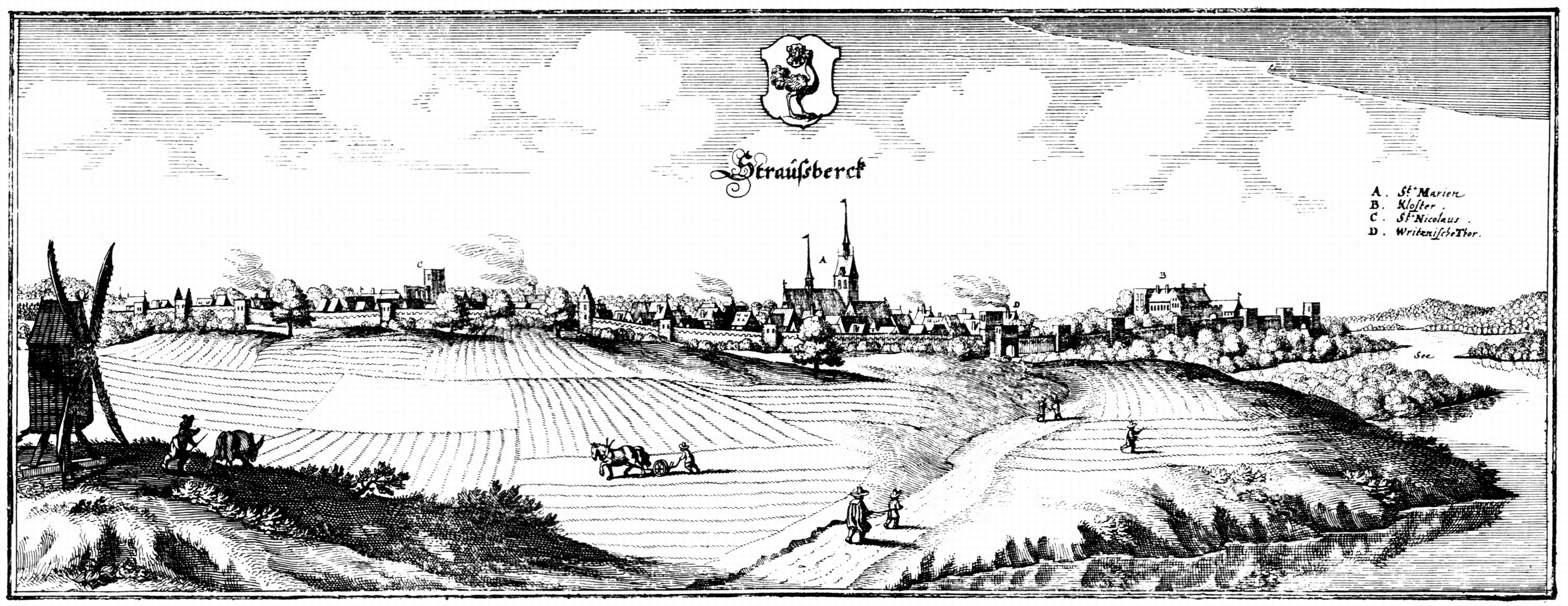
Strausberg 1652, St. Nicolaus (C), links, als Ruine

Die Kirche St. Nikolai lag am westlichen Rand des jetzigen Lindenplatzes im Osten der mittelalterlichen Stadt. Es sind keine baulichen Überreste erhalten.

## Geschichte
Über die Geschichte sind fast keine Nachrichten erhalten.
Die Nikolaikirche wurde wohl im frühen 13. Jahrhundert als Mittelpunkt einer Kaufleute- und Handwerkersiedlung gegründet, wahrscheinlich unter wettinischer Herrschaft. Sie war die älteste Pfarrkirche in Strausberg. Aus dieser Zeit sind ein Dendrodatum um 1225 auf dem Platz sowie die ersten Bestattungen auf dem Kirchhof durch archäologische Untersuchungen bekannt.
Nach der Eroberung der Stadt durch die brandenburgischen Markgrafen um 1239 trat sie hinter die neu gegründete Marienkirche in der Bedeutung stark zurück. Es sind keinerlei Nachrichten aus dieser Zeit erhalten, es gab aber weiter Bestattungen neben der Kirche bis zur Mitte des 16. Jahrhunderts.
Seit der Mitte des 16. Jahrhunderts sind kaum noch Bestattungen auf dem Kirchhof feststellbar, was auf ein Ende ihrer Benutzung hinweist.
1652 war sie nach dem Dreißigjährigen Krieg nur noch eine Ruine. 1787 wurden die letzten Reste des Bauwerkes abgetragen.
Von 1536/37 ist eine Ansicht der Kirche im Reisealbum des Pfalzgrafen Ottheinrich in einer Stadtansicht von Stravsperg (Nr. 51) erhalten.

## Anthropologische Untersuchungen
2005 wurden bei archäologischen Untersuchungen auf dem Gelände Schulstraße 1 menschliche Gräber entdeckt und geborgen. Diese waren dem ältesten Begräbnisort der Stadt, dem Nikolai-Kirchhof zuzuordnen.  Die 62 geborgenen Skelette stammen aus der ersten Hälfte des 13. bis etwa Mitte des 16. Jahrhunderts.
24,2 % der Bestatteten starben im Kleinkindalter bis zum 7. Lebensjahr und 22,6 % im Alter zwischen 20 und 39 Jahren. Die erwartungsgemäß höchste Mortalität um das 50. Lebensjahr fällt hier mit 17,7 % eher niedrig aus. Die mittlere Lebenserwartung war mit nur 27 Jahren eher niedrig. Vergleiche mit anderen mittelalterlichen Städten der Mark Brandenburg zeigten, dass die Bewohner Strausbergs im Schnitt früher verstarben, was auf eher ungünstige Lebensbedingungen hindeutet. Die hohe Kindersterblichkeit von fast 39 % gibt Hinweise auf eine allgemein schlechtere Lebenssituation. Der untersuchte Bevölkerungsausschnitt wies einen hohen Männerüberschuss auf. Mittelalterliche Städte waren auf eine ständige Zuwanderung aus dem ländlichen Raum angewiesen, da die Sterblichkeit hier höher war als auf dem Lande. Vor allem einfache Knechte und Landarbeiter erhofften sich in den Städten ein besseres Auskommen und soziale Aufstiegschancen, was zum nachgewiesenen Männerüberschuss passt. 41 % aller Kinder zeigen Spuren von hämorraghisch/entzündlichen Hirnhautreaktionen.